# Річка Любка
«Річка Любка» — загальнозоологічний заказник місцевого значення, розташований у Святошинському районі міста Києва. Охоронний статус від жовтня 2002 року (рішення Київради від 24.10.2002 р. № 96/256). Загальна площа — 163 га.

## Опис
Річка Любка є правою притокою ріки Ірпінь. Річка Любка свій початок бере в районі теперішнього селища Коцюбинське і впадає в Ірпінь за 45 км вище гирла. Довжина річки — 5 км, ширина русла — 2 м. У посушливі сезони річка пересихає. Заплава річки заболочена.
Бездорожна, малолюдна зона заплави річки Любка обумовила збереження місцевого тваринного світу, який є типовим для південного Полісся. Наявність старих лісів надає особливої цінності обраній під заказник ділянці. Це обумовило збереження тут цілого комплексу безхребетних тварин, зокрема  живородячої ящірки, ламкої веретільниці, гадюки звичайної,  жаба трав’яної, ропухи сірої.
Орнітофауна представлена щевриком лісовим, різними видами синиць, строкатою та малою мухоловками, дроздом-омелюхом, лісовим жайворонком, корольком, синьошийкою, жовною, середнім дятлом, білоспинним дятлом, зеленим дятлом.
Найцікавішим надбанням заплави річки Любка слід вважати наявність декількох сімей бобрів.

## Галерея

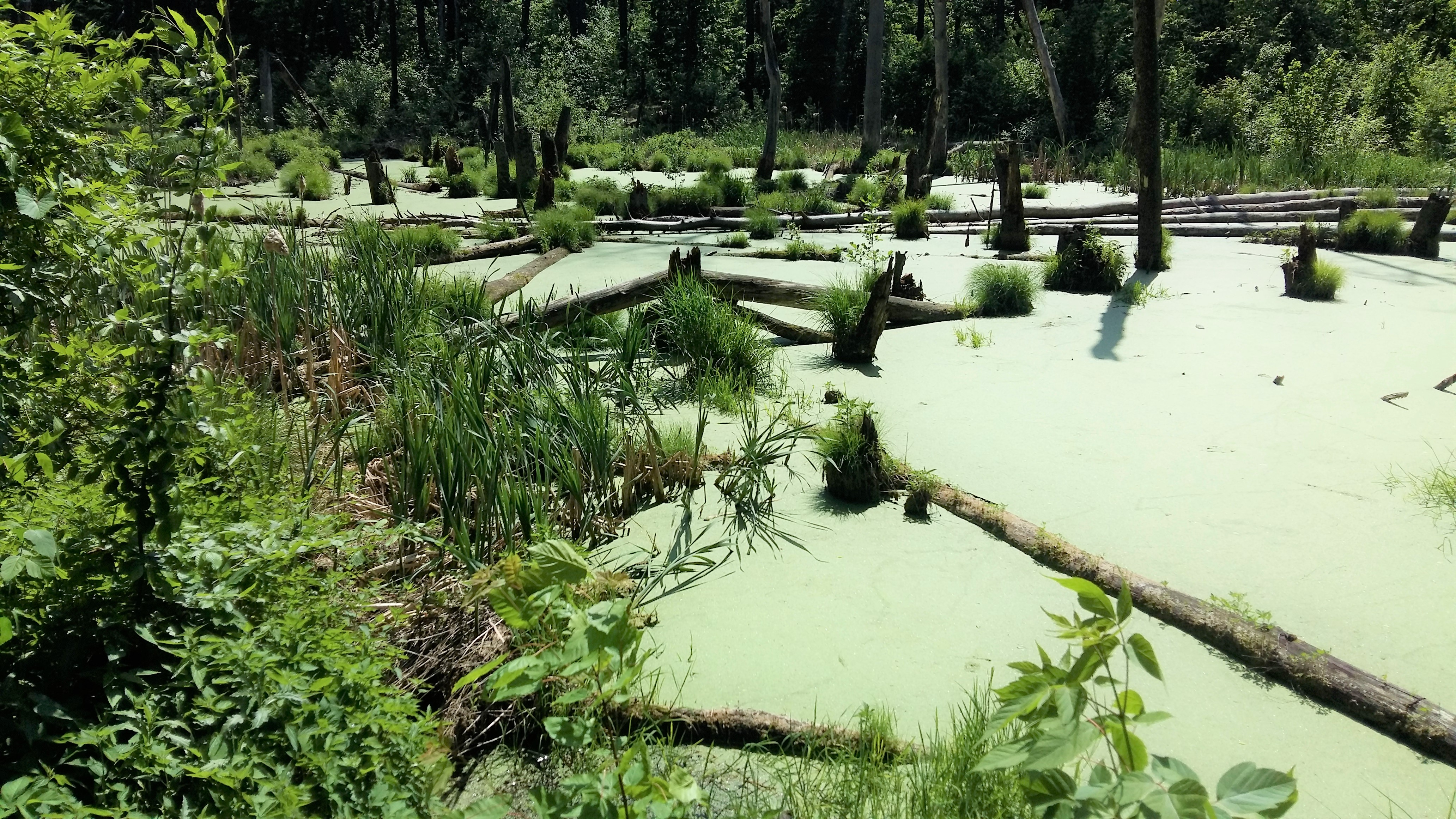
Озеро біля річки Любка. Травень 2019
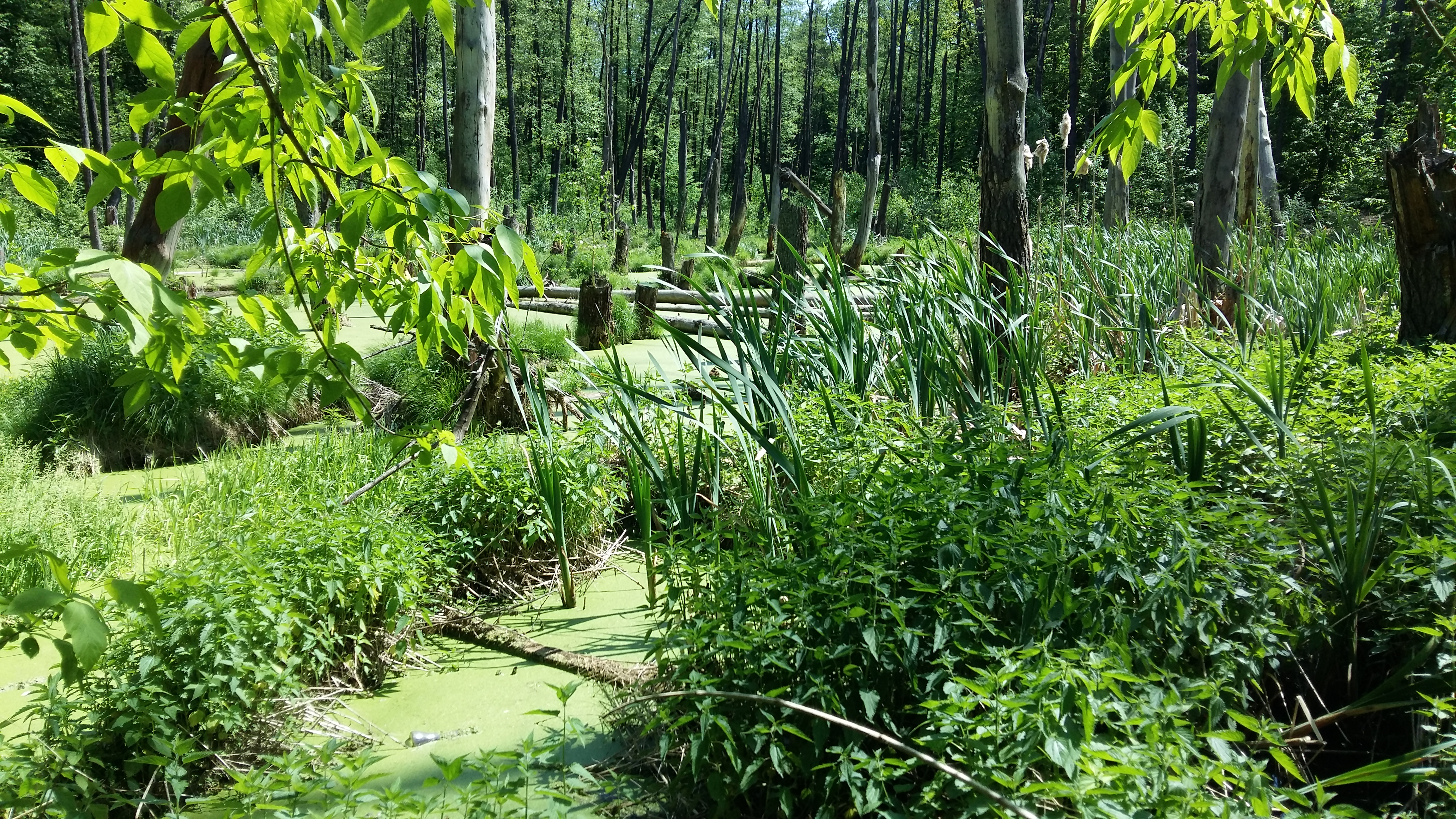
Озеро біля річки Любка. Травень 2019
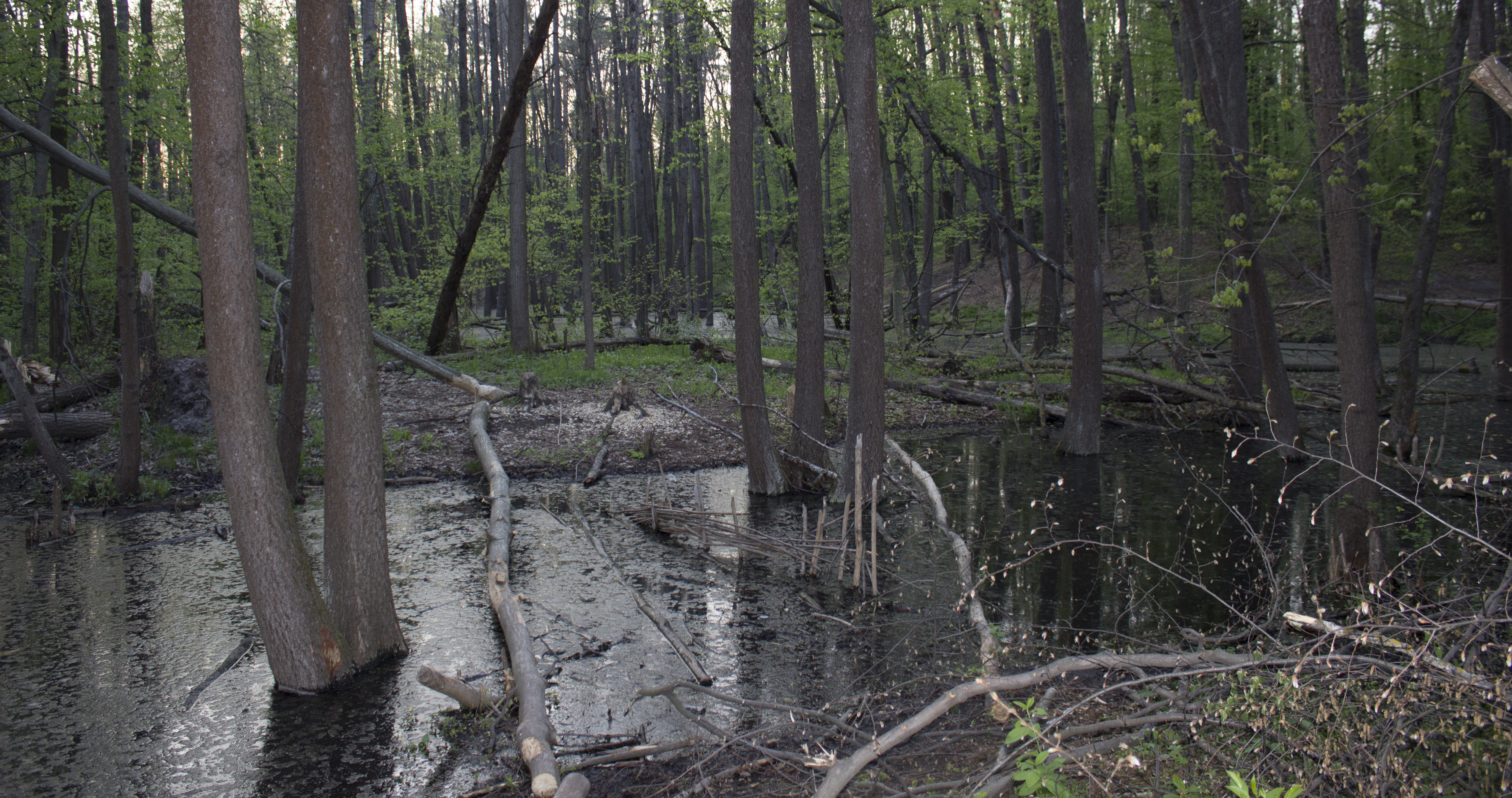
Річка Любка. Квітень 2015
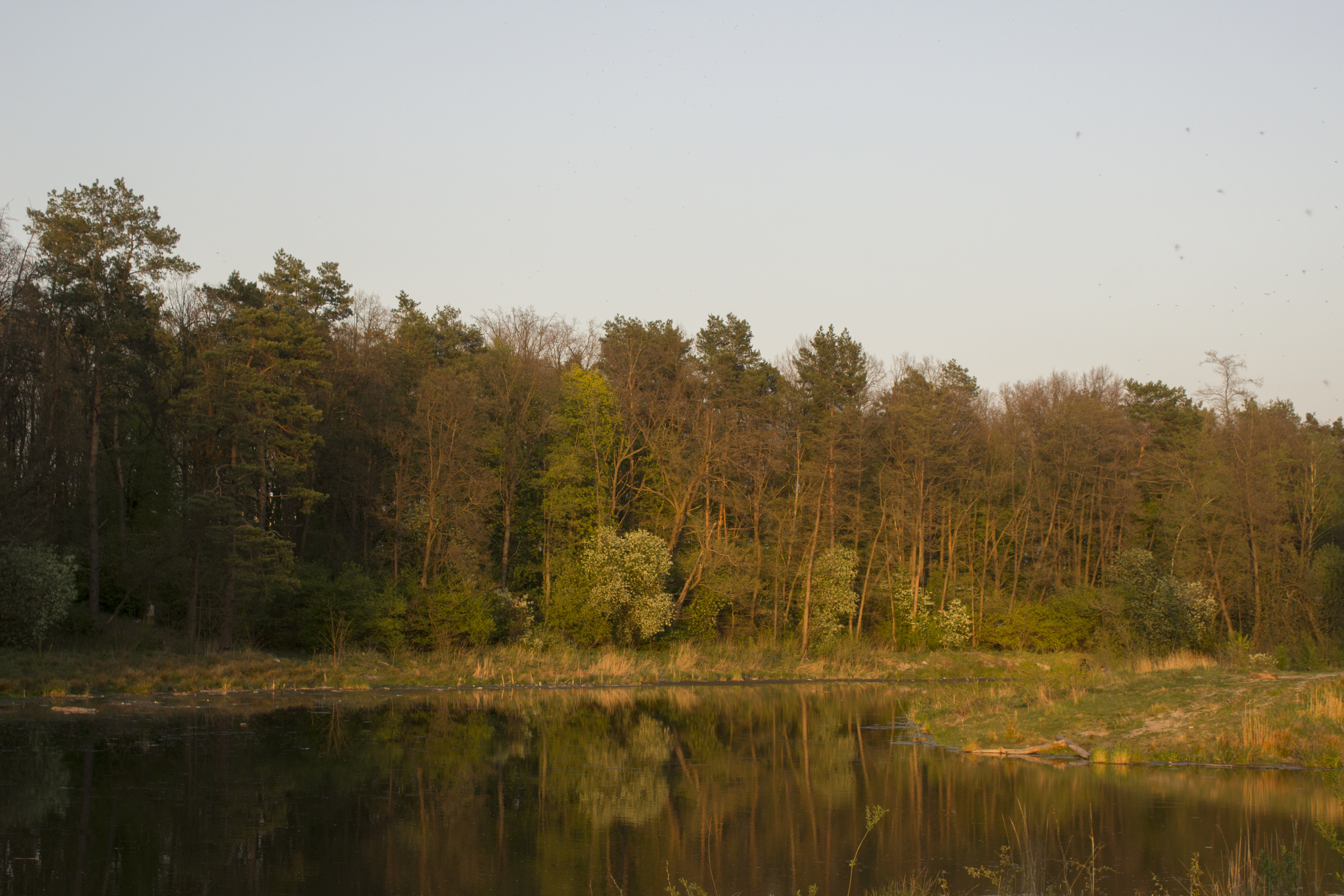
Річка Любка. Квітень 2015
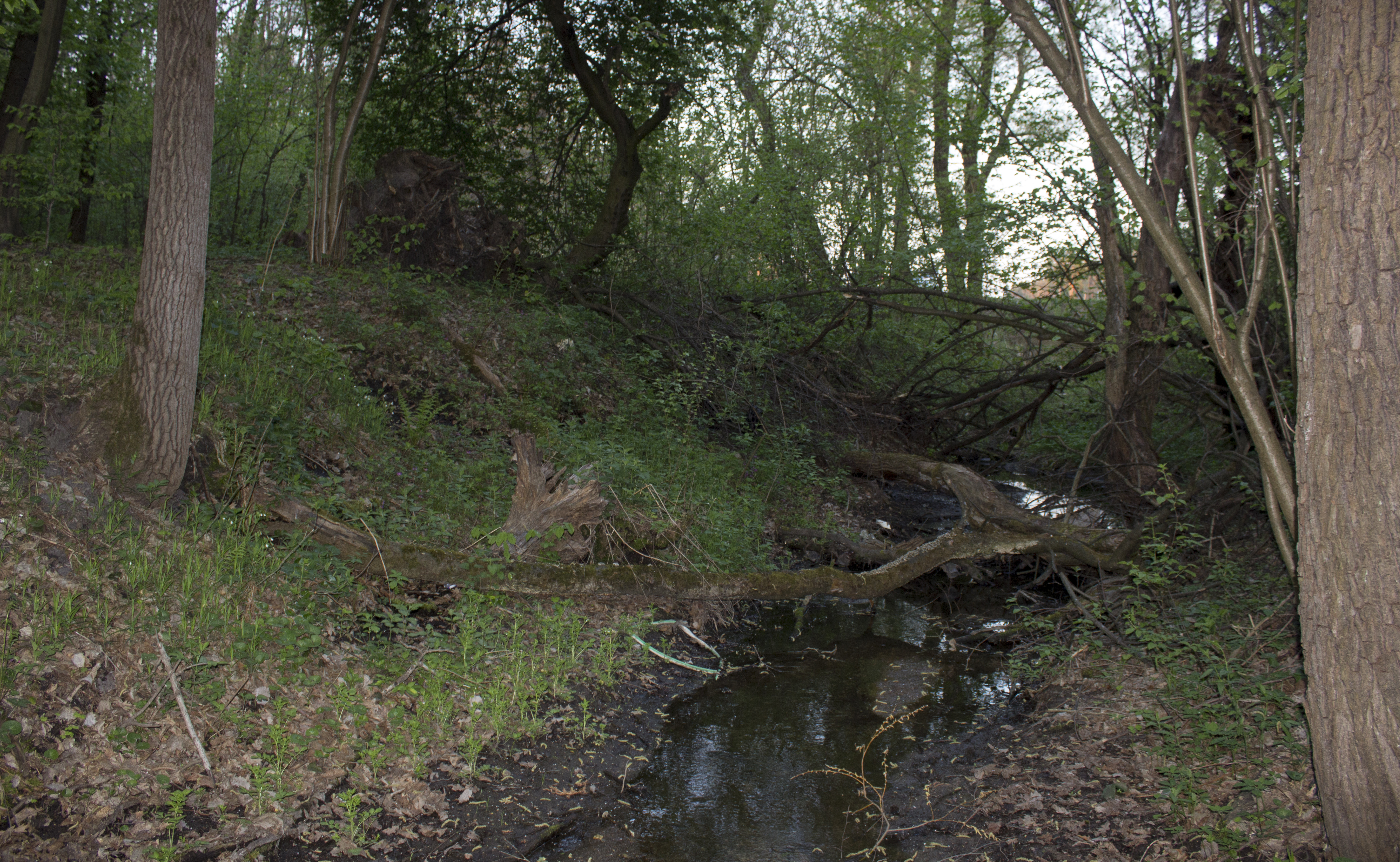
Річка Любка. Квітень 2015
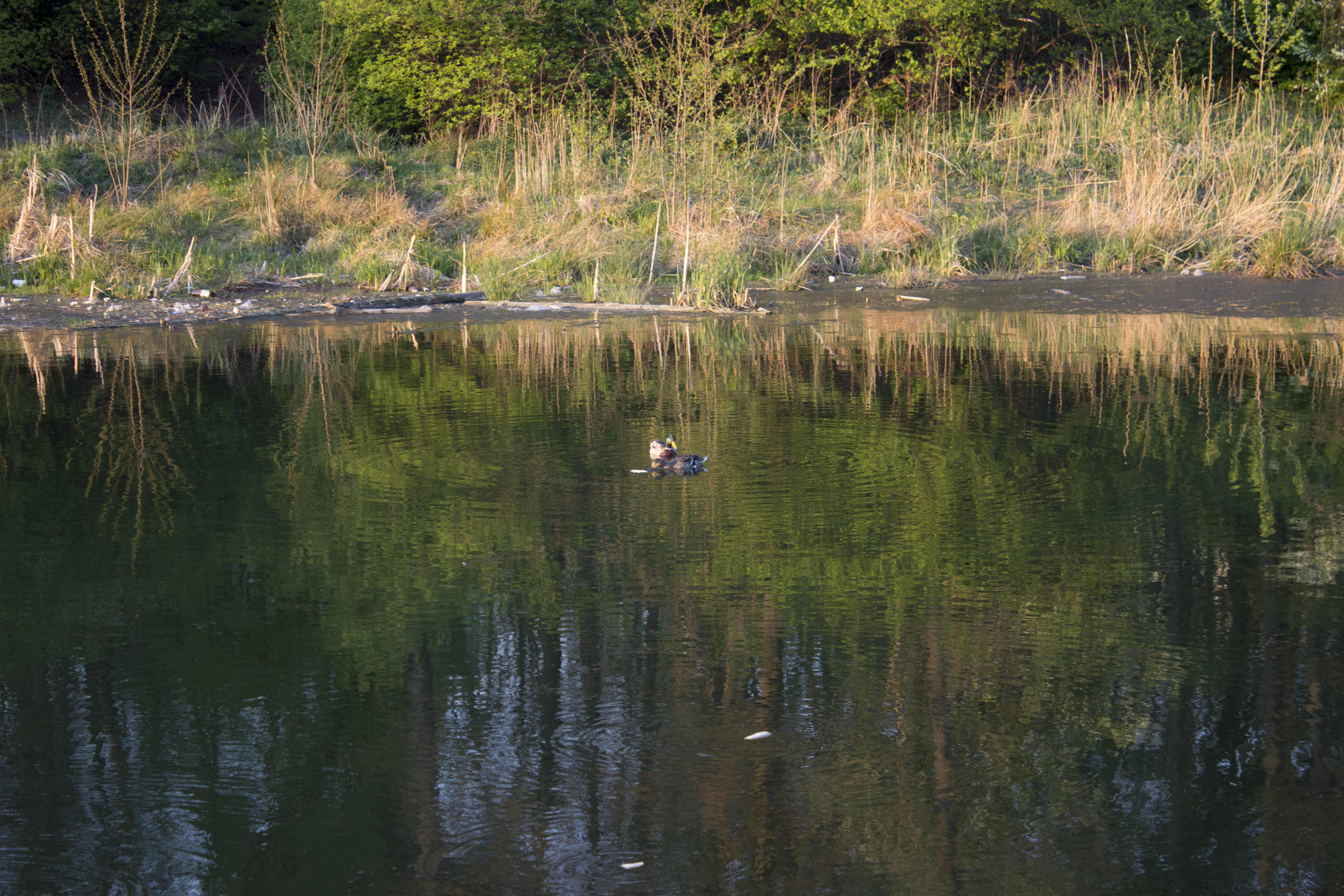
Річка Любка. Квітень 2015
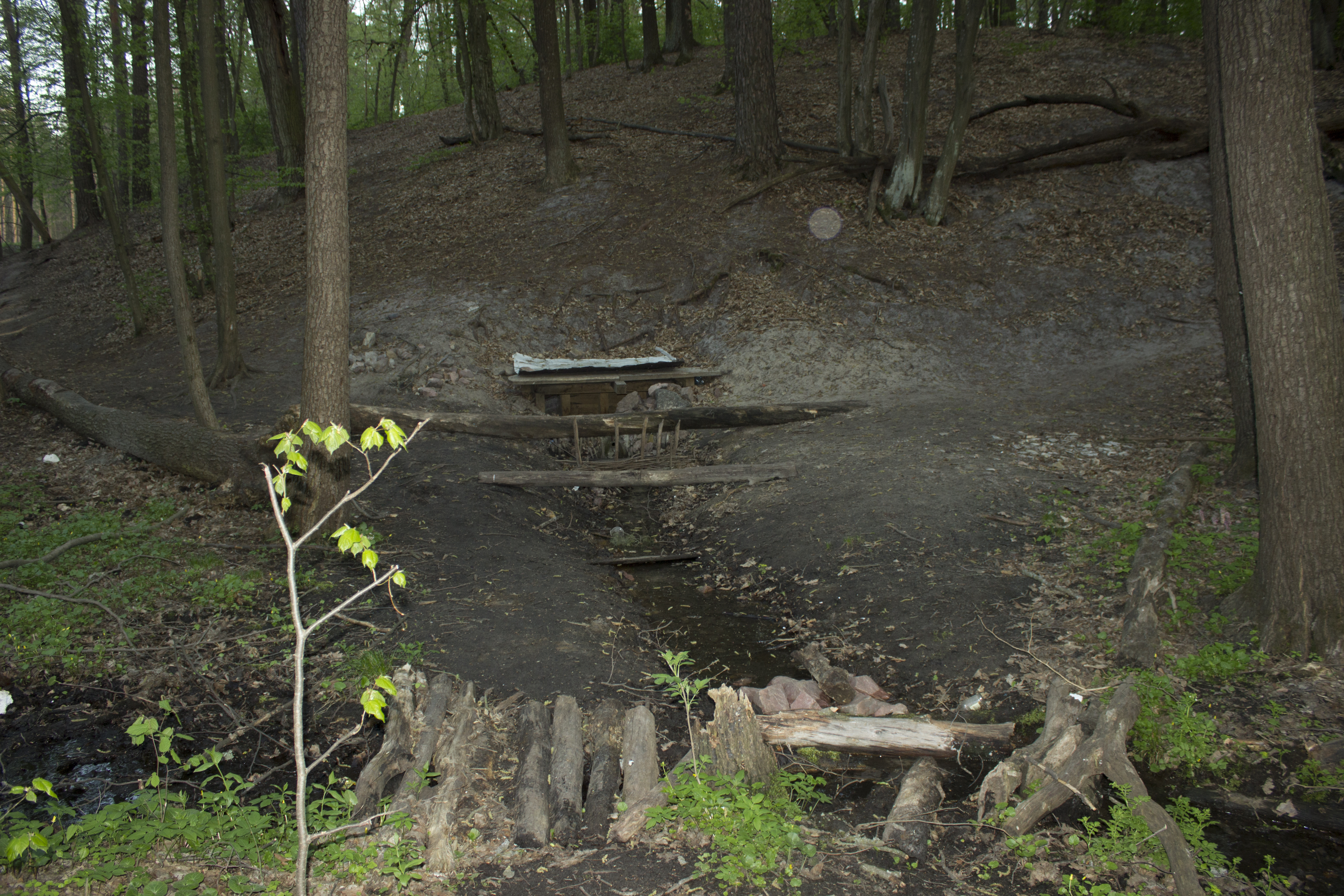
Річка Любка. Квітень 2015
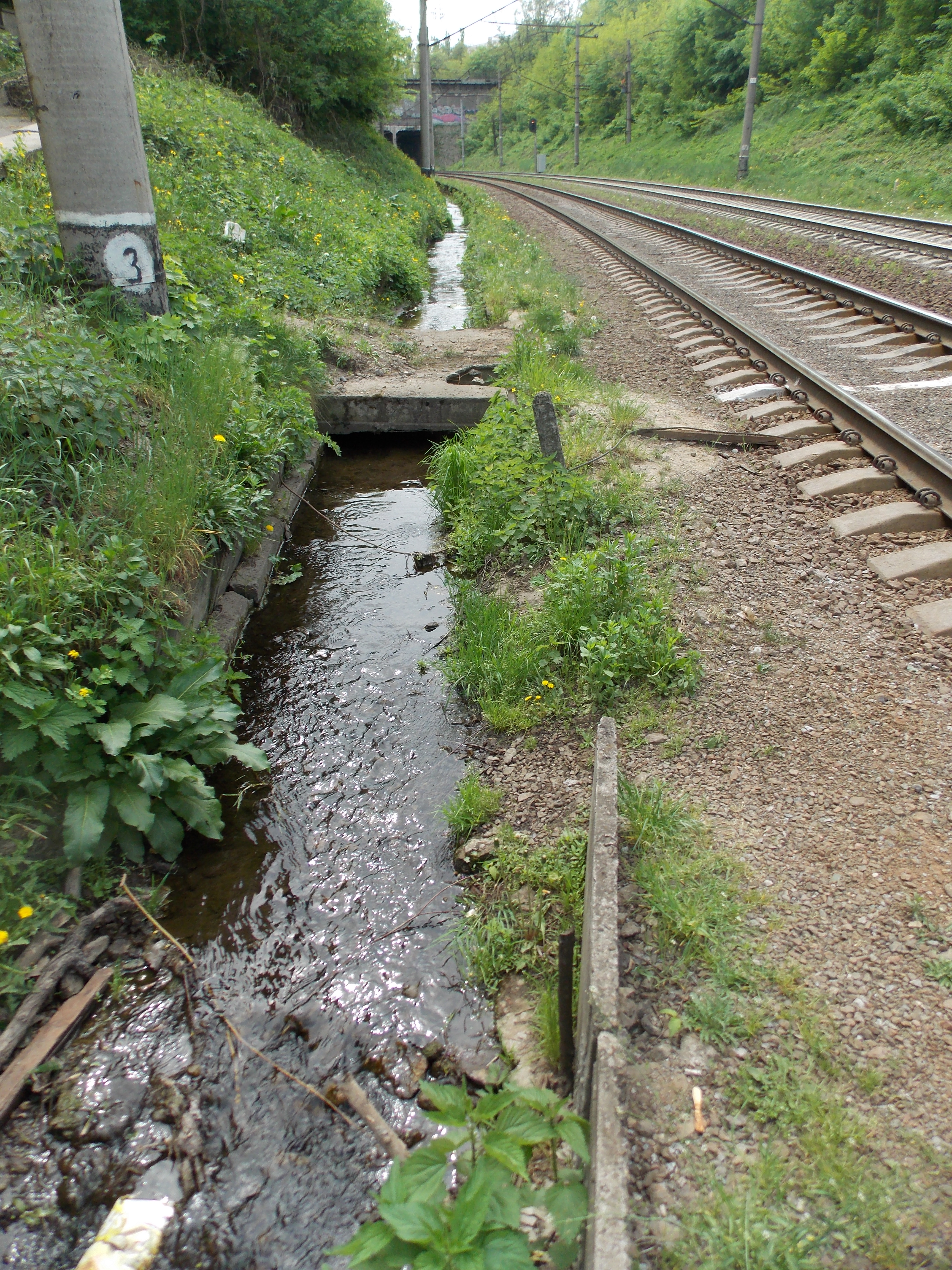
Річка Любка. Квітень 2013